# Эррера де ла Фуэнте, Луис
Лу́ис Эрре́ра де ла Фуэ́нте (исп. Luis Herrera de la Fuente; 25 апреля 1916, Мехико — 5 декабря 2014, там же) — мексиканский дирижёр и композитор.
Окончил Национальную школу музыки Национального автономного университета Мексики (1944), ученик Эстанислао Мехии. Изучал также игру на скрипке у Луиса Салома и фортепиано у Карлоса дель Кастильо, дополнительно занимался композицией у Родольфо Альфтера. В дальнейшем стажировался как дирижёр в Европе у Серджиу Челибидаке и Германа Шерхена.
С 1945 года возглавлял различные камерные оркестры в Мехико. В 1958—1972 гг. главный дирижёр Национального симфонического оркестра Мексики, руководил оркестром в ряде гастрольных поездок по миру. Одновременно в 1965—1967 гг. возглавлял Национальный симфонический оркестр Перу, впервые в стране исполнил кантату Сергея Прокофьева «Александр Невский», «Плач по жертвам Хиросимы» Кшиштофа Пендерецкого, «Атмосферы» Дьёрдя Лигети. В дальнейшем много работал с Филармоническим оркестром Мехико (в 2005 году объявлен его почётным дирижёром), в 1995 году основал Молодёжный симфонический оркестр штата Веракрус, а в 2002 году — Высшую школу музыки штата Веракрус. Работал также с оркестрами Перу и Чили, с Оклахомским симфоническим оркестром.
Автор двух балетов, сочинений для камерного оркестра, ранней (1946) фортепианной сонаты. Своё 95-летие отметил в 2011 году за пультом Филармонического оркестра Мехико премьерой собственного одночастного концерта для фортепиано с оркестром (солистка Гвадалупе Паррондо).
Участвовал в жюри международных конкурсов Вана Клиберна (1962) и имени Чайковского (1964). Удостоен различных мексиканских наград и премий.